# Tlayucan
Pour plus de détails, voir Fiche technique et Distribution.
Tlayucan est un film mexicain de Luis Alcoriza réalisé en 1962.
En juillet 1994, le film est inclus dans la liste établie par la revue Somos des 100 meilleurs films mexicains de tous les temps.

## Synopsis
À Tlayucan, Chabela et Eufemio sont un couple de paysans heureux jusqu'au jour où leur fils Nicolás tombe gravement malade. Désargentés, ils ont recours à un guérisseur, Tomás. Celui-ci exige, en compensation, que Chabela se donne à lui. Eufemio recherche alors une aide financière, mais en vain... Il se voit contraint de voler une perle d'une statue de l'église. Mais, il finit par égarer celle-ci. Soupçonné, il est enfermé en prison. Pourtant, les villageois obligent Tomás à verser l'argent nécessaire à la guérison de Nicolás. D'un autre côté, Eufemio est libéré par manque de preuves. Ce dernier retrouve la perle et la rétablit sur la statue. Le curé de Tlayucan évoque un miracle du Créateur.

## Fiche technique
- Titre : Tlayucan
- Réalisation : Luis Alcoriza
- Scénario : Luis Alcoriza d'après l'histoire de Jesús Murcielago Velázquez
- Production : Antonio Matouk et Angélica Ortiz
- Photographie : Rosalío Solano - Noir et blanc
- Musique : Sergio Guerrero
- Son : Javier Mateos, Enrique Rodríguez
- Décors : Jesús Bracho
- Montage : Carlos Savage
- Genre : Comédie dramatique
- Pays :  Mexique
- Durée : 105 min
- Date de sortie : 1962

## Distribution
- Julio Aldama : Eufemio Zárate
- Norma Angélica : Chabela
- Andrés Soler : Don Carlos
- Anita Blanch : Prisca
- Noé Murayama : Matías
- Juan Carlos Ortiz : Nico
- Joaquín Martínez : un ami d'Eufemio